# Squashnationalmannschaft der Vereinigten Staaten
Die Squashnationalmannschaft der Vereinigten Staaten ist die Gesamtheit der Kader des US-amerikanischen Squashverbandes U.S. Squash. In ihm finden sich US-amerikanische Sportler wieder, die ihr Land sowohl in Einzel- als auch in Teamwettbewerben national und international im Squashsport repräsentieren.

## Historie
Beim Debüt im Jahr 1973 gelang der Mannschaft direkt das beste Resultat bei einer Weltmeisterschaft mit dem 5. Platz. Das bislang schlechteste Resultat war der 26. Platz im Jahr 1993. Christopher Gordon ist mit sieben WM-Teilnahmen Rekordhalter.

## Trainer
Erstmals trat die Mannschaft 1995 mit Tony Brettkelly mit einem offiziellen Trainer an. Nachfolgend übernahmen für die nächsten drei Weltmeisterschaften Ken Hiscoe, Paul Assaiante und Richard Millman jeweils das Amt, ehe Assaiante die Mannschaft 2003 zum zweiten Mal betreute. Der ehemalige Profispieler Chris Walker war 2005, 2007 und 2009 hauptverantwortlicher Trainer, 2011 war es wieder Paul Assaiante. 2013 teilten sich Walker und Assaiante das Amt.

## Letzter WM-Kader
Bei der letzten Weltmeisterschaft 2023 bestand die US-amerikanische Mannschaft aus den folgenden Spielern:
| Rang | Name             | Geburtsdatum    | WRL | Einsätze | Siege | Niederlagen |
| ---- | ---------------- | --------------- | --- | -------- | ----- | ----------- |
| 1.   | Timothy Brownell | 12. Juli 1997   | 42  | 5        | 2     | 3           |
| 2.   | Shahjahan Khan   | 5. März 1995    | 46  | 5        | 3     | 2           |
| 3.   | Andrew Douglas   | 12. August 1998 | 53  | 4        | 2     | 2           |
| 4.   | Spencer Lovejoy  | 14. Mai 1998    | 69  | 3        | 3     | −           |

## Bilanz bei Weltmeisterschaften
| Herren |                    |                    |                    |                    |                    |
| Jahr   | Austragungsort     | Runde              | Platzierung        | Siege              | Niederlagen        |
| 1967   | Melbourne          | nicht teilgenommen | nicht teilgenommen | nicht teilgenommen | nicht teilgenommen |
| 1969   | Birmingham         | nicht teilgenommen | nicht teilgenommen | nicht teilgenommen | nicht teilgenommen |
| 1971   | Palmerston North   | nicht teilgenommen | nicht teilgenommen | nicht teilgenommen | nicht teilgenommen |
| 1973   | Johannesburg       | Gruppenphase       | 5.                 | 0                  | 4                  |
| 1976   | Birmingham         | Gruppenphase       | 9.                 | 1                  | 5                  |
| 1977   | Toronto            | Gruppenphase       | 8.                 | 0                  | 7                  |
| 1979   | Brisbane           | Gruppenphase       | 9.                 | 4                  | 4                  |
| 1981   | Stockholm          | Viertelfinale      | 7.                 | 3                  | 3                  |
| 1983   | Auckland           | Gruppenphase       | 7.                 | 4                  | 5                  |
| 1985   | Kairo              | Gruppenphase       | 15.                | 4                  | 5                  |
| 1987   | London             | Gruppenphase       | 19.                | 3                  | 5                  |
| 1989   | Singapur           | Gruppenphase       | 17.                | 6                  | 2                  |
| 1991   | Helsinki           | Gruppenphase       | 19.                | 1                  | 5                  |
| 1993   | Karatschi          | Gruppenphase       | 26.                | 2                  | 2                  |
| 1995   | Kairo              | Gruppenphase       | 25.                | 5                  | 1                  |
| 1997   | Petaling Jaya      | Gruppenphase       | 23.                | 4                  | 2                  |
| 1999   | Kairo              | Gruppenphase       | 18.                | 4                  | 1                  |
| 2001   | Melbourne          | Gruppenphase       | 19.                | 2                  | 4                  |
| 2003   | Wien               | Gruppenphase       | 20.                | 3                  | 4                  |
| 2005   | Islamabad          | Gruppenphase       | 13.                | 4                  | 3                  |
| 2007   | Chennai            | Achtelfinale       | 14.                | 3                  | 4                  |
| 2009   | Odense             | Achtelfinale       | 12.                | 2                  | 4                  |
| 2011   | Paderborn          | Viertelfinale      | 7.                 | 4                  | 3                  |
| 2013   | Mülhausen          | Achtelfinale       | 12.                | 3                  | 4                  |
| 2015   | Kairo              | keine Austragung   | keine Austragung   | keine Austragung   | keine Austragung   |
| 2017   | Marseille          | Achtelfinale       | 10.                | 3                  | 3                  |
| 2019   | Washington, D.C.   | Gruppenphase       | 13.                | 3                  | 2                  |
| 2023   | Tauranga           | Viertelfinale      | 6.                 | 4                  | 2                  |
| Gesamt | 24 / 27 Teilnahmen | 24 / 27 Teilnahmen | 5. Platz           | 72                 | 84                 |